# Callianthemum isopyroides
Callianthemum isopyroides là một loài thực vật có hoa trong họ Mao lương. Loài này được (DC.) Witasek mô tả khoa học đầu tiên năm 1899.